# Jules Greindl
Pour les articles homonymes, voir Greindl.
Le comte Jules Greindl né à Mons, en Belgique, le 7 septembre 1835, et est mort à Forest (Bruxelles), le 30 juillet 1917 est un diplomate belge et ministre d'État du roi Léopold II. Il a été secrétaire général de l'Association Internationale Africaine, organisation créée sous la houlette du roi Léopold II avec des ambitions philanthropiques et commerciales dans la région qui allait devenir l'État indépendant du Congo.

## Biographie
Jules Greindl, né à Mons le 7 septembre 1835, est le fils de Léonard Greindl, ministre de la Guerre de 1855 à 1857 et lieutenant-général dans l'armée belge, et de Léonore Foullé. En mai 1863, il épouse Aline Correa Henriquez de Seisal (fille de l'ambassadeur du Portugal à Bruxelles) qui lui donne huit enfants. Il est le père du baron Léon Greindl, lieutenant-général dans l'armée belge et le beau-frère de Charles Woeste, ministre de la Justice en 1884. Il est également le grand-père de Jean Greindl, héros de la Résistance et de Gérard Greindl, aviateur dans la Royal Air Force pendant la Seconde Guerre mondiale. 
Il fait ses études secondaires à Mons. Dès sa jeunesse, il fait preuve de talents pour l'étude des langues et du dessin. Il devient en août 1857 docteur en droit de l'Université de Gand. Son père le destine à une carrière diplomatique.  
Il intègre le 26 mai 1855 le corps diplomatique comme attaché à Saint-Petersbourg. Il développe une passion pour les langues et les arts apprenant entre autres l'arabe, le russe et le turc. En fin de compte, il maîtrisera seize langues. En novembre 1857, il voyage à Rome en tant que secrétaire de seconde classe. En août 1857, il rencontre le duc de Brabant, futur roi Léopold II à Constantinople et devient un familier de son entourage. Plus tard, il s'intéresse aux projets de colonisation du roi en Asie et en Afrique. En 1864, on le trouve chargé d'affaires en Suisse et ensuite ministre plénipotentiaire à Constantinople, Munich et Madrid. 
Dès sa création en novembre 1876, il est nommé par le roi Léopold II secrétaire général du Comité National Belge de l'Association Internationale Africaine. Celui-ci organise diverses expéditions en Afrique de l'est et vers le Lac Tanganyka avec notamment l'expédition Ernest François Cambier. Quand Henry Morton Stanley débarque à Marseille, de retour d'expédition en janvier 1878, c'est lui qui l'accueille et l'invite a travailler pour le Comité d'Études du Haut-Congo qui sera créé peu après. Il devient secrétaire général de ce Comité et souscrit personnellement 5 000 francs dans le capital d'un million de francs du comité. Quand se tient la conférence de Berlin en 1885, il y participe comme ministre belge en place à Lisbonne, ce qui lui vaut de tenir un rôle important vu les prétentions du Portugal en Afrique et son souhait d'empêcher Léopold II de convoiter des terres ayant accès à l'Océan Atlantique. En mai 1912, il se retire de la politique et se trouve dans une position délicate du fait qu'il a été diplomate à Berlin depuis 1888 et que la Première Guerre mondiale est proche. 
Il meurt en 30 juillet 1917 à Forest alors que la Belgique est occupée par l'armée allemande.

## Hommages et distinctions
Il est nommé ministre d'État le 6 mai 1907. En 1912, il est fait comte par le roi Albert Ier de Belgique. 
Il a reçu les distinctions suivantes : 
- Grand cordon de l'ordre de Léopold en 1910 (Belgique) ;
- Grand officier de la Légion d'honneur (France);
- Grand-croix de l'ordre de Charles III (Espagne);
- Grand-croix de l'ordre de l'Étoile polaire (Suède) ;
- Grand-croix de l'ordre de l'Aigle rouge de Prusse ;
- Grand cordon de l'ordre pour le mérite de Prusse ;
- Grand-commandeur de l'ordre du mérite de la Couronne de Bavière ;
- Commandeur de l'ordre de Frédéric de Wurtemberg ;
- Commandeur de l'ordre de Philippe-le-Magnanime de Hesse ;
- Commandeur de l'ordre du Christ (Portugal) ;
- Chevalier de l'ordre de Sainte-Anne de Russie ;
- Chevalier à la croix d'or de l'ordre de Saint-Sauveur de Grèce ;
- Chevalier de l'ordre de Saint-Grégoire le Grand (Vatican).

## La phrase
Le vrai moyen de ne pas craindre la mort est d'y penser toujours.